# Cao Vũ
Cao Vũ (tiếng Trung giản thể: 高雨, bính âm Hán ngữ: Gāo Yǔ, sinh tháng 6 năm 1961, người Hán) là chính trị gia nước Cộng hòa Nhân dân Trung Hoa. Ông hiện là Bí thư Đảng tổ, Chủ nhiệm Văn phòng Tham sự Quốc vụ viện. Ông từng là Phó Tổng thư ký Quốc vụ viện, Thành viên Đảng tổ Cơ quan Quốc vụ viên, Chủ nhiệm Văn phòng Thanh tra thuộc Văn phòng Quốc vụ viện.
Cao Vũ là đảng viên Đảng Cộng sản Trung Quốc, học vị Cử nhân Trung văn. Ông có sự nghiệp đại đa số công tác ở Văn phòng Quốc vụ viện trước khi được điều chuyển đến vị trị ở Văn phòng Tham sự, thực hiện chức năng tham mưu, cố vấn cho Quốc vụ viện.

## Xuất thân và giáo dục
Cao Vũ sinh tháng 6 năm 1961 tại huyện Diên Xuyên, nay thuộc địa cấp thị Diên An, tỉnh Thiểm Tây, Cộng hòa Nhân dân Trung Hoa. Ông lớn lên và tốt nghiệp cao trung ở Diên Xuyên, thi cao khảo năm 1979 và thi đỗ Đại học Sơn Đông, tới thủ phủ Tế Nam để nhập học Khoa Trung văn vào tháng 9 năm này, tốt nghiệp Cử nhân chuyên ngành Hán ngữ và Văn học Trung Quốc vào tháng 7 năm 1983. Ông được kết nạp Đảng Cộng sản Trung Quốc vào tháng 6 năm 1986.

## Sự nghiệp
Tháng 7 năm 1983, sau khi tốt nghiệp Đại học Sơn Đông, Cao Vũ được tuyển dụng vào Văn phòng Quốc vụ viện và bắt đầu sự nghiệp của mình ở đây, ban đầu là chuyên viên. Ông được phân công công tác ở Cục thứ Hai (办公厅秘书二局), cục chuyên trách về văn bản, điện tín, hội nghị và thanh tra về phát triển và cải cách, công nghiệp và công nghệ thông tin, tài chính và thuế vụ, nhân lực xã hội, tài nguyên và sinh thái, nhà ở thành thị và nông thôn, giao thông vận tải, thủy lợi, sau đó được bổ sung thêm công tác xúc tiến thương mại và kinh tế Hồng Kông và Ma Cao sau khi đặc khu hành chính này được chuyển giao năm 1997 và 1999. Ông lần lượt là khoa viên, chủ nhiệm khoa viên, phó xứ rồi chính xứ ở Cục thứ Hai. Đến 2005, ông được bổ nhiệm làm Phó Cục trưởng kiêm Thanh tra viên Cục thứ Hai, từng phụ trách công tác giúp việc Phó Tổng lý Trương Đức Giang nhiệm kỳ 2008–13 rồi được thăng chức là Cục trưởng Cục thứ Hai.
Ngày 24 tháng 7 năm 2017, Cao Vũ được bổ nhiệm làm Chủ nhiệm Văn phòng Thanh tra (督查室) thuộc Văn phòng Quốc vụ viện, phân công là Thành viên Đảng tổ Cơ quan Quốc vụ viên, cấp phó bộ trưởng. Sau đó, ông cũng kiêm nhiệm là Phó Tổ trưởng Tiểu tổ lãnh đạo Khai phát xóa đói giảm nghèo Quốc vụ viện, Thành viên Tiểu tổ Phối hợp "Phóng Quản Phục" thực hiện chính sách giải phóng giao quyền đơn giản hành chính, quản lý cạnh tranh công bằng, và phục vụ hiệu quả của Quốc vụ viện. Ngày 10 tháng 10 năm 2019, ông được bổ nhiệm làm Phó Tổng thư ký Quốc vụ viện phụ trách công tác thường nhật của Phó Tổng lý Hồ Xuân Hoa, vẫn kiêm nhiệm các chức vụ cũ trước đó cho đến ngày 30 tháng 11 năm 2021. Ngày 12 tháng 5 năm 2021, Cao Vũ được phân công đảm nhiệm vị trí Bí thư Đảng tổ Văn phòng Tham sự Quốc vụ viện, Quốc vụ viện quyết định bổ nhiệm ông làm Chủ nhiệm cơ quan này. Cuối năm 2022, ông là đại biểu tham dự Đại hội Đảng Cộng sản Trung Quốc lần thứ XX từ đoàn đại biểu khối cơ quan Đảng và Nhà nước.